# Roger Kornberg
Pour les articles homonymes, voir Kornberg.
Roger D. Kornberg, né le 24 avril 1947 à Saint-Louis, dans le Missouri, aux États-Unis, est un biochimiste américain. Il est lauréat du prix Nobel de chimie de 2006 « pour ses travaux sur les bases moléculaires de la transcription chez les eucaryotes ».

## Biographie
Il est professeur à l'université Stanford.
Il a reçu le prix Gairdner en 2000. Son père Arthur Kornberg est aussi lauréat d'un prix Nobel de médecine de 1959.